# Frank Moss (szenátor)
Frank Moss (Salt Lake City, 1911. szeptember 23. – Salt Lake City, 2003. január 29.) az Amerikai Egyesült Államok szenátora (Utah, 1959–1977).